# 虹色デイズ
『虹色デイズ』（にじいろデイズ）は、水野美波による日本の漫画作品。『別冊マーガレット』（集英社）2012年2月号から2017年4月号まで連載された。単行本は全16巻。　

## 概要
水野にとって初の連載作品である。『別冊マーガレットsister』2012年1月号増刊に読み切りとして掲載された後に、『別冊マーガレット』2012年2月号より連載を開始した。2017年12月時点で累計発行部数は300万部を突破している。
仲の良い男子高校生4人の日常を中心に描いたコメディ作品。別冊マーガレットの連載作品では珍しく男性が主人公となっている。。話数のカウントは「#○○」で、9話までは「#○」と表記。単行本には読み切りや描き下ろし作品などが多数収録されている。作品内でも3つのシリーズに分かれており、本編が虹色デイズ、男子側に比重を置いたものは虹色日和、女子側に比重を置いたものはRainbow Girlとなる。このうち、虹色日和とRainbow Girlは話数にはカウントされず番外編扱いとなっており、主に別冊付録や増刊号の『別冊マーガレットsister』に掲載されている。
VOMIC化、その後2014年5月にドラマCD化が決定し、同年10月24日に発売の7巻限定版に同梱された。2015年8月にはテレビアニメ化が発表された。

## あらすじ
第1巻
クリスマス直前、羽柴夏樹は彼女の小林百合とのデートを控えていた。だが、夏樹の友人の松永智也と片倉恵一は入店したファーストフード店で偶然百合を見掛け、本性を知ってしまう。智也と恵一は夏樹に警告するも、夏樹はこれに納得せず、夏樹は智也と喧嘩してしまう。だが、デート当日にホテルのレストランでの食事や高級な物品を強請られ、それを断った夏樹は百合に振られる。落ち込んでいた中、ティッシュを配っていた小早川杏奈からティッシュを貰う。夏樹は、これに対して当初は百合に渡すはずだったマフラーを杏奈に渡してその場を去り、道中で智也と恵一に遭遇する。智也は付き合っていた女子全員に遊ばれ、恵一も物足りなくなったことを理由に振られていた。夏樹と智也は和解しその後は三人でクリスマスを過ごす。そして、終業式の日に夏樹は杏奈を校内で見掛ける。また、直江剛には彼女が出来ていた。
ある日、夏樹は担任の片倉優二の手伝いの最中に眠る杏奈を見る。その後、立ち寄ったカラオケ店で従業員として働く杏奈と再会する。対応こそ無愛想だったものの、名前を覚えていたことに嬉しさを感じ、杏奈を好きになる。翌日、夏樹は杏奈からマフラーを還されるが、その時に一緒にいた筒井まりは夏樹を「キモい」と一蹴する。
第2巻
夏樹達は夏樹の中学時代の先輩であった今川と再会する。しかし、夏樹にとって今川はトラウマの元凶だった。今川はテニスをしていた真田泰蔵たちから奪ったラケットでテニスを楽しんでいた。ラケットの返還を望む泰蔵達に対し、今川は「自分に勝てばラケットを返す、負けたら下僕になれ」と交換条件を持ち掛け、勝負するも恵一・夏樹の二人に負けてしまう。
第3巻
夏樹は、バスケ部員の望月渉が杏奈に好意を寄せていると知り落ち込む。まりも望月が杏奈に親しくするのを快く思っていなかった。ある日、夏樹、杏奈、望月、まりの4人で昼食を共にした際に夏樹とまりは望月のペースに翻弄されたあげく、夏樹がまりに好意を寄せていると勘違いされる。その後、夏樹は杏奈に事情を話して誤解を解き、更に昼食を共にする約束もする。この時、夏樹は杏奈に対する好意を深め、ライバルが誰であろうと負けずに戦うと決意する。
第4巻
恵一は、普段養護教諭をしている女性教師の代理として勤務している里見に好意を寄せるようになる。だが、里見と親しくしているところを優二に見つかり、更には里見を諦めるよう釘を刺されたためこれに反発する。その翌日、恵一は里見への告白を決意する。なおも止めようとする優二に対して恵一を止めないよう懇願する夏樹たちに、優二は里見が元プロの女王であり、恵一とは根本的に合わないために止めようとしていたことを明かす。その頃、恵一は里見に告白するが、里見に「恵一みたいな可愛いオス豚が欲しかった」と打ち明けられ、手枷を嵌められる。その姿に恵一は恐怖に震えてしまい、里見にMになったら出直すように諭される。
第5巻
夏樹はトイレ内の美化点検中に有馬次郎と名乗る幽霊に杏奈に似た女性の写真を見せられこの子に会いたいと言われそのままとり憑かれる。憑依後、夏樹の変化ぶりに皆は困惑するも、剛は学校七不思議のひとつであるトイレの次郎くんに取り憑かれたのではないかと疑う。その後、智也や恵一たちは夏樹の体に憑依した次郎に対して成仏するよう要求する。次郎はさおりとデートすることを条件に夏樹の体から出ると約束し、念願の逢引を果たすことになる。逢引の最中、剛はオカルト研究部の部員から石張霊園に行けば成仏できるかもしれないという情報を掴み、杏奈は次郎を霊園へと連れていく。その道中、次郎は杏奈がケーキを好んでいた事からさおりの生まれ変わりでないことに気付いたが、それでも過ごした時間は楽しかったと打ち明ける。そして霊園に着くなり次郎は杏奈に抱きつきキスをしようとするがその直前で夏樹は体を取り戻し、杏奈に殴ってもらうことで追い出そうとするも、殴る訳にもいかないと考えた杏奈は夏樹の額にキスをする。これに観念した次郎はこれ以上未練を残さないためにも夏樹の体から離れる。だが、その際に夏樹は次郎から「ときめき過ぎじゃない」と指摘される。
第6巻
学校では球技大会が行われており、まりは苦手なバスケットボールの補欠として出場予定だったため意気消沈していた。智也はリナと再会しキスしかけたところをまりに見つかり、同じくこれを目撃した杏奈からも「遊び目的で付き合うならやめて欲しい」と忠告される。だが、智也は試合中に脳震盪で倒れたまりの見舞いに訪れ、まりに対して電話越しに自分の想いを伝える。
クリスマス・イヴの日、夏樹は杏奈とのデートを楽しんでいたが、杏奈は用事ができたことを理由に途中で抜け出す。これに対して夏樹は不安に襲われる。そして、プレゼントを持って戻ってきた杏奈に告白しキスをするがその直後に倒れ込む。
第7巻
倒れてしまった夏樹は智也と恵一によって介抱されたものの、夏樹は倒れる直前の事を覚えていなかった。一方、杏奈はキスされて以降、複雑な思いを抱えていた。それ故、夏樹に対しそっけなく接していたが、散々悩みあぐねた末に夏樹に恋心を抱いていることを自覚する。
希美は、恵一を呼び出してバレンタインのチョコレートを渡し、青諒高校に入学することを伝えるが恵一にあしらわれ、振られたと確信するも、恵一への想いは強まっていた。
第8巻
夏樹たちは3年に進級し、恵一を追って希美も入学してくる。夏樹たちは2年前の出来事を振り返っていた。
高校に入学後、夏樹は親しい知り合いがいないという状況下で友達が出来ずに悩んでいた中、宿泊研修の時期に近付く。くじ引きで決められた班決めでは、チャラい見た目の智也、担任の優二を睨みつけていた恵一、そして話しかけづらい雰囲気持つ剛の3人と同じ班になり、その3人に押し付けられる形で夏樹は班長になる。研修では喧嘩や単独行動などで班が中々纏まらずに夏樹は悩む。翌日も喧嘩や単独行動などは続き、夏樹はそのことを担任教師にも咎められる。しかし、その後も喧嘩を続ける3人に耐えきれなくなった夏樹は泣き出してしまう。その姿に3人はこれまでの態度を見直し、お互い本音を打ち明けて和解する。そして、夏樹に「ボス」というあだ名が付いた。
そして、3年生は修学旅行の時期に近づく。望月は杏奈に告白することを計画し、夏樹に対して邪魔をしないでほしいと釘を刺す。夏樹もこれに対して焦り始める。
第9巻
修学旅行1日目。一行は大阪を訪れる。しかし、夏樹の所属する3組と杏奈たちの所属する5組では行動日程が異なっており接触出来なかったため夏樹は落ち込む。一方、望月はまりの妨害に遭いながらも2人で過ごす時間を確保しようと努力していた。修学旅行2日目、一行は大阪から京都に移動する。望月は、楽しそうにする夏樹を見て告白する決意が揺らぎ始めていた。また、杏奈が自分を見ていないことに時々虚しさも感じていたが、クラスメイトの筧に励まされ、告白を改めて決意し、筧協力のもと、杏奈と二人で過ごす時間を確保することに成功し、杏奈へ告白する。
第10巻
望月から告白された杏奈は、初めて告白されたこともありどう対応すればよいか分からないでいたが、望月に「正直に好きかどうか」答えるように求められる。しかし、それによって望月を傷つけてしまいかねないと気付いた杏奈は返事に苦慮した末に、友達やクラスメイトとして好きと結論を出し、望月の告白を断る。当初から振られる事を前提に告白した望月はこれに納得するが、杏奈は望月への罪悪感に苛まれ涙する。清水寺で杏奈と待ち合わせていた夏樹は杏奈に連絡を取ろうとするも、距離を置かれる。旅館に戻った夏樹はまりに呼び出され、杏奈に対する好意を見抜かれる。まりは、自分が告白するから夏樹には告白を待っていて欲しいことと、杏奈を1番大切にすることを約束させる。修学旅行最終日、杏奈は体調が優れず旅館で待機していたが次第に回復し、旅館から出ようとしたところで見舞いに訪れた夏樹と遭う。だが、お互い蟠りを残したまま修学旅行は終わる。
第11巻
望月は、泰蔵の提案で行った合コンを通して「恋は目で見ず、心で見る」という言葉を思い出し、それは杏奈の事だったのかもしれないと振り返り、そのような恋に再び巡り会うまではこのままでいいのかもしれないと納得し、杏奈への想いに踏ん切りをつける。
まりは杏奈への告白を決意し、涙ながらに杏奈を独占したいほど好きで、そのために周りの人間に辛辣に当たっていた事や杏奈から離れたくなかったと打ち明ける。
第12巻

## 登場人物
キャストは特記がない限りVOMIC版・ドラマCD版・テレビアニメ版同一のもの。演は映画キャスト。

### 主要人物
羽柴 夏樹（はしば なつき）
声 - 松岡禎丞 / 演 - 佐野玲於 (GENERATIONS from EXILE TRIBE)
本作の主人公。乙女チックで夢や妄想を膨らませがちでよくいじられている。恋愛面では奥手で、積極的でない。緊張すると顔を赤らめたり、口下手になる。また、他人の言動や破廉恥な事に対して過剰に反応する傾向がある。たまに恵一の趣味に付き合わされることがある。あだ名はなっちゃんだが、幸子からは「なつきんぐ」、まりからは「チビザル」と呼ばれている。2人の姉と母親（声 - 石田嘉代）がいる。テニスが得意で、中学時代はテニス部に所属していた。中学3年生の合唱コンクールの時にクラスメイトにピアノを少し教わった事があるため、少しながらピアノが弾ける。
連載前に多数プロットを練っていた中で夏樹と智也の原型ができたため、かなり描きやすいキャラクターとなっている。
身長 - 171センチメートル、誕生日 - 8月7日、血液型 - A型、星座 - 獅子座
人気投票第3位
松永 智也（まつなが ともや）
声 - 江口拓也 / 演 - 中川大志
女子好きなチャラい男子高校生。あだ名はまっつん。まりとは、度々いがみ合っているが、徐々に好意を寄せていくが、だんだんストーカーになっていき、正直キモイ。妹の希美を溺愛しているため、皆からはシスコンと呼ばれているが、否定している。
夏樹と同様の経緯により智也も描きやすいキャラクターであるほか、智也が主役でも描けるとのことである。
身長 - 177センチメートル、誕生日 - 1月28日、血液型 - B型、星座 - 水瓶座
人気投票第4位
片倉 恵一（かたくら けいいち）
声 - 島﨑信長 / 演 - 横浜流星
ドSな男子高校生。いつも笑顔でいるが、常にムチを携帯している。スポーツ好きでどのスポーツも得意とするが、中でもバスケットボールを好み、時々バスケ部の練習に参加している。家庭教師だった瞳と付き合っていたが、高校1年生の時に別れる。しかし、その後も良好な関係を保っている。あだ名はけいちゃん。
元々は年上好きという設定であったが、「それだけでは弱い」という理由で「さわやかでドS」となった。しかし、水野にとって「とにかく描きにくい」キャラクターとなっている。
身長 - 175センチメートル、誕生日 - 5月10日、血液型 - O型、星座 - 牡牛座
人気投票第2位
直江 剛（なおえ つよし）
声 - 内山昂輝 / 演 - 高杉真宙
オタクでKYな男子高校生。成績が優秀で、1年生の学年末考査では学年2位。左目が髪で隠れている。高校1年生のクリスマスから幸子と付き合い始めた。あだ名はつよぽん、幸子からは「つよぽんぬ」と呼ばれている。同人誌向けに漫画を描いており、毎年コミケが近くなると漫画に没頭している。黒髪好きで、幸子がコスプレの為に髪を染めていた時には引いており、別れる事も考えた。運動が苦手であるが、あえて言うならビリヤードは好きであるとしている。
人見知りで、高校入学時は恥ずかしいことと苦手な人への配慮からオタク趣味を隠しており、所持している漫画を夏樹に見られた際にも睨みつけるなどしていたが、夏樹に「好きで悪いの?」と言われてからは、夏樹に対する見方を改め、恵一や智也にも打ち明けている。
読み切り時は顔を出さない所謂「ネタ要員」であったため、連載が決定してから顔が作られた。
身長 - 169センチメートル、誕生日 - 10月14日、血液型 - AB型、星座 - 天秤座
人気投票第1位
小早川 杏奈（こばやかわ あんな）
声 - 藤田奈央（VOMIC版）、津田美波（ドラマCD版、テレビアニメ版） / 演 - 吉川愛
夏樹の同級生の女子生徒。無口でおとなしく、よくまりと行動を共にしている。カラオケ店でアルバイトをしている。好きな異性のタイプは面白い人で、芸能人に例えるならば、大泉洋。夏樹のことを面白い人と位置付けている。見知らぬ男にナンパされてもぽかんとしていたり、夏樹へのプレゼントをアルバイト先に忘れるなど、天然な一面がある。クリスマス・イヴでの一件をきっかけに夏樹のことを好きであることを自覚するが、キスされたことや夏樹への想いは、まだ秘密にしている。
人気投票第6位
筒井 まり（つつい まり）
声 - 内山夕実 / 演 - 恒松祐里
杏奈のクラスメイトの女子高校生で、隠れ美少女である。恋愛経験がまったくない上、男性経験がない処女。男嫌いで口が悪く、智也とはよく言い争っている。杏奈が大好きであり、常に杏奈と一緒に行動している。そのため、杏奈に近付こうとする夏樹たちをよく思っていなかったが、夏樹や幸子らと関わっていくうちに友人として受け入れ始め、次第に杏奈以外の人にも態度が和らいでいく。幸子が名付けたあだ名は「まりっぺ」。結婚している兄がいる。
小学生の頃から男子に髪を弄られるなどの悪戯を受け、女子からは悪口の対象とされたため人への嫌悪感や不信感を募らせていた。唯一慕っていた兄も自身が中学生の時に結婚して家を出たことで、人との関わりを避けるようになり、高校へ入学してからは周囲に悪態をつくようになる。しかし、それにも臆せずに好意的に接する杏奈と関わっていくうちに杏奈にのみ心を許すようになった。
誕生日 - 9月2日（映画版では、大晦日）
人気投票第7位
浅井 幸子（あさい ゆきこ）
声 - 石上静香 / 演 - 堀田真由
剛の彼女。通称ゆきりん。誰に対しても明るく接する。剛同様オタクであり、コスプレ好きである。また、剛のことを良く理解している。剛とは別の高校に通っている。
幸子は「こんな子がいたらいいな」という集大成であり、水野は「本当にいたら友達になりたい」と発言している。
誕生日 - 4月26日
人気投票第5位
松永 希美（まつなが のぞみ）
声 - 茅野愛衣
智也の妹。海水浴中に足を怪我していたところ、その場を通りかかった恵一に助けられたことがきっかけで恵一に好意を寄せるようになる。
恵一に告白し、間接的に振られてしまうが忘れられず、中谷女子に進学予定だった進路を変更して青諒高校に入学する。入学後はバレー部に所属する。#27にて髪形をショートヘアにする。
人気投票第13位

### バスケ部
真田 泰蔵（さなだ たいぞう）
声 - 浜添伸也
バスケ部に所属している男子生徒。普段はオールバックで、前髪をカチューシャで留めている。恵一と同じ中学校出身であり、仲が良い。恵一による鞭捌きを難なくかわすなど扱いには慣れている。時々恵一をバスケ部の練習に誘っている。
身長 - 185センチメートル、誕生日 - 4月12日、血液型 - A型、星座 - 牡羊座
人気投票第11位
望月 渉（もちづき わたる）
声 - 林勇
泰蔵と同じくバスケ部に所属している男子生徒。ロシア人とのハーフ。フルネームは#25にて判明した。あだ名は「もっちー」もしくは「渉」。クラスメートである杏奈に好意を寄せている。そのため、恋敵となる夏樹に対しては皮肉を込めることもある。誰に対しても言葉遣いが丁寧で、タメ口を使用しない。
身長 - 180センチメートル、誕生日 - 11月30日、血液型 - B型、星座 - 射手座
人気投票第10位
根津 慎之助（ねづ しんのすけ）
声 - 太田悠介
泰蔵と同じくバスケ部に所属している男子生徒。あだ名は「根津っち」で、「しんちゃん」とも呼ばれる事もあるが、この名で呼ばれるのを嫌がる。兵庫県出身で、関西弁で話している。女性の事が苦手と思しき一面があり、智也にこの事を指摘されるが否定している。
身長 - 183センチメートル、誕生日 - 5月23日、血液型 - A型、星座 - 双子座
人気投票第12位

### 青諒高校
千葉（ちば）
声 - 戸田めぐみ / 演 - 坂東希 (Flower / E-girls)
夏樹達のクラスメイトの女子生徒。髪形はショートカットで、耳にイヤリングを付けている。バレー部の部長を務める。あだ名は「千葉ちゃん」。
人気投票第7位
石田 美穂（いしだ みほ）
声 - 橋本香穂子
夏樹たちのクラスメイトの女子生徒。調理実習では「デス・シュクリーム」を考案し女子全員と作り上げ、クラスの男子の大半を悶絶させた。夏樹達からは「石田さん」と呼ばれるが、千葉からは「いっしー」と呼ばれる。
人気投票第15位
森 リナ
声 - M・A・O
智也の女友達。杏奈たちのクラスメイト。
片倉先生 / 片倉 優二（かたくら ゆうじ）
声 - 海老名翔太
恵一の兄。市立青諒高校で教師をしており、夏樹たちの所属する3組の担任。担当科目は数学。卓球部の顧問でもある。鼻炎持ちの杏奈を数学教員室で休ませるなど面倒見が良いが、追試が決まった恵一・夏樹・智也の3人に危機感を持たせるために重圧をかけるなど厳しい一面もある。恵一以上にSであり、恵一には「R-25」と言い表されている。
身長 - 180センチメートル、誕生日 - 7月20日、血液型 - O型、星座 - 蟹座
人気投票第9位
里見先生（さとみ）
声 - 甲斐田裕子
市立青諒高校で養護教諭をしている女性。恵一に想いを寄せられており、自身も恵一が好みのタイプであった。プロの女王だった過去を持ち、同胞である優二とはこの秘密を共有していた。現在この過去を知っているのは優二・夏樹・智也・恵一・剛の5人。
人気投票第14位

### その他
小林 百合（こばやし ゆり）
#0にて登場。表向きは清純な女子を装い付き合っていたが、実際には夏樹の身につけているアクセサリー類に目をつけ、夏樹を金持ちだと勘違いし金づる目的で付き合う。夏樹の前では「夏樹くん」と呼ぶも、当人のいないところでは「羽柴」呼ばわりしていた。クリスマス・イヴの日に、夏樹から金持ちでない事とアクセサリー類は姉のお下がりで貰ったものと打ち明けられた際に幻滅し、自ら振った。
今川（いまがわ）
声 - 杉田智和
夏樹が中学生時代に所属していたテニス部の先輩。夏樹に対して親しく接していたものの、夏樹の姉の後輩である大野 綾（おおの あや / 声 - 大森日雅）に告白した際に綾から言われた「夏樹ぐらい可愛い顔になったら考える」という一言を境に夏樹に対して陰湿にきつく当たるようになる。
有馬 次郎（ありま じろう）
学校の3階東男子トイレに住みついている幽霊。両目の下にそばかすがあるのが特徴で、夏樹の体を借りてる時もそれがある。自宅は校内の3階東男子トイレの真下にあった。学校では、七不思議のうちの1つのトイレの次郎くんとされている。
さおりとの約束の日に病死しており、生前想いを寄せていたさおりを探してもう一度逢う為に80年間も彷徨い続けていた。トイレ掃除の点検にやってきた夏樹の体を借り、さおりと瓜二つの杏奈をさおりの生まれ変わりだと思い込んだまま念願の逢い引きを果たし、80年後の街並みやエスカレーター、初めて食したケーキなどに感動していた。後に、杏奈がさおりの生まれ変わりでは無い事に気付くも、最後は杏奈に額をキスされたため観念し、成仏した。
さおり
次郎が想いを寄せていた相手。外見は杏奈と瓜二つである。次郎によると、杏奈とは違って甘いものが苦手でよく怒っていたが、次郎が亡くなった際には悲しみのあまり毎日涙を流していたとのこと。次郎が亡くなってから数年後に別の男性と婚約した。
まーくん
声 - 山口勝平
まりの兄。既婚者。本名は筒井 昌臣（つつい まさおみ）。まりからは「まーくん」と呼ばれている。結婚前はまりからも慕われていたが、まりが中学3年生の時に結婚し、その頃からきつく当たられるようになった。結婚を機にまりと別居している。

## 用語
市立青諒高校（しりつせいりょうこうこう）
夏樹達が通う高校。単行本5巻の時点で創立27周年を迎える。
トイレの次郎くん
学校内に存在すると言われている“学校七不思議”のうちのひとつ。学校の3階の東男子トイレに住みついており、男の子が病死した際に生前好きだった女の子を求め彷徨い続けているとされている。その他にも第2グラウンドの足跡、音楽室のカノン、午前三時の声などがある。
オカルト研究部
地下にある謎の部活であり、剛は次郎に関する情報をこの部活に所属している者から得ていた。

## 書誌情報

### 単行本
- 水野美波 『虹色デイズ』 集英社 〈マーガレットコミックス〉、全16巻
  1. 2012年5月30日発行（5月25日発売[集 1]）、ISBN 978-4-08-846780-1
  2. 2012年11月27日発行（11月22日発売[集 2]）、ISBN 978-4-08-846862-4
  3. 2013年5月29日発行（5月24日発売[集 3]）、ISBN 978-4-08-845047-6
  4. 2013年9月30日発行（9月25日発売[集 4]）、ISBN 978-4-08-845102-2
  5. 2014年2月28日発行（2月25日発売[集 5]）、ISBN 978-4-08-845170-1
  6. 2014年6月30日発行（6月25日発売[集 6]）、ISBN 978-4-08-845230-2
  7. 2014年10月29日発行（10月24日発売[集 7]）、ISBN 978-4-08-845285-2
    - ドラマCD同梱版：同日発売[11]）、ISBN 978-4-08-908210-2

  8. 2015年1月28日発行（1月23日発売[集 8]）、ISBN 978-4-08-845333-0
  9. 2015年5月30日発行（5月25日発売[集 9]）、ISBN 978-4-08-845390-3
  10. 2015年9月30日発行（9月25日発売[集 10]、ISBN 978-4-08-845447-4
  11. 2015年12月30日発行（12月25日発売[集 11]）、ISBN 978-4-08-845499-3
  12. 2016年4月30日発行（4月25日発売[集 12]）、ISBN 978-4-08-845555-6
  13. 2016年9月28日発行（9月23日発売[集 13]）、ISBN 978-4-08-845637-9
    - アニメDVD同梱版：同日発売、ISBN 978-4-08-908274-4

  14. 2016年12月27日発行（12月22日発売[集 14]）、ISBN 978-4-08-845683-6
  15. 2017年4月30日発行（4月25日発売[集 15]）、ISBN 978-4-08-845745-1
  16. 2018年6月30日発行（6月25日発売[集 16]）、ISBN 978-4-08-844055-2
- 『虹色デイズ』まんがノベライズ特別編 〜筒井まりの憂うつ〜 、集英社みらい文庫全1巻（著：はのまきみ、原作：水野 美波）
  1. 2018年6月22日発行[集 17]、ISBN 978-4-08-321446-2

## 番外編・短編読切作品
ここでは単行本に併録されている作品について記す。6巻・8巻・10巻は掲載無し。
1巻
ある年とそれからの私たち
「ご当地」をテーマに水野の出身地である北海道・札幌を舞台に男女間の恋愛が描かれた作品。『別冊マーガレット』2012年1月号別冊付録に掲載された。
虹色外伝 夏太郎伝説
描き下ろし作品。
2巻
一人でできるもん
一人暮らしを始めた18歳の大学生を描いた作品。水野によると、珍しく男性読者からの共感を得たとのことである。『別冊マーガレット』2012年6月号別冊付録に掲載された。
3巻
虹色デイズ#9.5
描き下ろし作品。
4巻
虹色外伝 club RAINBOW
ホストとして勤務する夏樹を主人公にした作品。この他智也・恵一・剛・優二・泰蔵達も登場している。『別冊マーガレット』平成25年6月1日増刊『bianca』に掲載された。
5巻
新聞部の頼子くん
新聞部の小松さんのスピンオフ作品。小松も登場しているが、こちらは同部に所属する高橋頼子（たかはし よりこ）をメインに描かれている。新聞部に入部した頼子が、同部に入部してきた後藤裕明（ごとう ひろあき）に恋をする様子が描かれている。『別冊マーガレット』2013年4月号増刊、『別冊マーガレットsister』に掲載された。
7巻
虹色外伝 アンデレラ
『別冊マーガレット』2013年9月号増刊、『別冊マーガレットsister』に掲載された。
9巻
ゆきりん日和
おまけとして収録されているショート漫画。作業中の幸子の様子が描かれている。
11巻
虹色日和〜つよぽんとゆきりん act.2〜
剛と幸子が付き合い始めるまでの過程が描かれた番外編。2015年11月4日発売の『別冊マーガレットsister』秋フェス03に掲載された。

## ドラマCD
2014年5月にドラマCD化が発表された。
- 7巻限定版に同梱されている[注 10]。その他にも特典として、CDに同梱されるブックレットに収録される水野による描き下ろし漫画や、4種類のトレーディングカードも付属する[7]。
- キャストは一部を除きVOMICから続投された[7]。
- ストーリーは原作#14から#17にあたる遊園地編と、水野が書き下ろした漫画をもとにしたオリジナルストーリーである[7]。

## テレビアニメ
2016年1月より6月までTOKYO MXほかにて15分枠で放送された。全24話。キャストはドラマCD版から続投されている。「石田」のキャストについてはDAM★ともとのコラボレーション企画で行われた一般公募形式のオーディションの中から橋本香穂子が選抜された。また、TOKYO MX・読売テレビ・BS11では同日から4月3日まで主演声優陣が出演するバラエティ番組『club RAINBOW〜虹色デイズ〜』もスピンオフとして15分枠で混合編成にて放送された。オープニングテーマを担当するソナーポケットが本人役として第12話に出演している。
2016年9月23日に発売の単行本13巻にはOVAを収録したDVDが付く限定版も発売された。

### スタッフ
アニメ
- 原作 - 水野美波「虹色デイズ」（集英社マーガレットコミックス）
- 総監督 - アミノテツロ
- 監督 - 大久保富彦
- シリーズ構成・脚本 - 伊丹あき
- キャラクターデザイン・総作画監督 - 西田美弥子
- プロップデザイン - 金原知美、出口花穂
- 美術監督・美術設計 - 柴田聡
- 色彩設計 - 渡辺亜紀
- 撮影監督 - 大久保潤一
- 編集 - 小峰博美、本田優規
- 音響監督 - 小泉紀介
- 音楽 - 神津裕之
- 音楽制作 - 徳間ジャパンコミュニケーションズ
- チーフプロデューサー - 江波戸憲司、足立聡史
- プロデューサー - 角田博昭、関澤新二、大山礼子、岩野貢
- アニメーションプロデューサー - 村田淳司
- アニメーション制作 - プロダクション リード
- 製作 - 「虹色デイズ」プロジェクト（YTE、徳間ジャパンコミュニケーションズ、プロダクション リード、集英社、京楽産業ホールディングス、神南スタジオ）

club RAINBOW〜虹色デイズ〜
- ナレーター - 山口勝平
- 構成 - 益田博隆
- CAM - 川口宏樹、寒河江透
- 音声 - 重松敦、濱野秀之
- 音効 - 秋庭加菜子
- 編集 - 武藤和歌子、菅野昌宏
- MA - 山田均、達林正幸（スタジオ WELT）
- メイク - フクマリエ、KOTOMl、多田かおり、TAKAKO
- スタイリスト - 照井益純、畑育実
- ディレクター - 鈴木和弥
- プロデューサー - 三澤幸三、角田博昭、久保嶋愛香、川和奈緒、鈴木脩一
- 制作協力 - KAFKA
- 制作 - プロダクションリード、神南スタジオ
- 製作著作 - club RAINBOW製作委員会（読売テレビ、YTE、ティームエンタテインメント、プロダクションリード、神南スタジオ）

### 主題歌
オープニングテーマ
「ベストフレンド」（第1話 - 第12話）
作詞・歌 - Sonar Pocket / 作曲 - Sonar Pocket、GRP / 編曲 - Soundbreakers
「ONE-SIDED LOVE」（第13話 - ）
作詞・歌 - Sonar Pocket / 作曲 - Sonar Pocket、GRP / 編曲 - 生田真心

エンディングテーマ
曲は毎月替わる。
「Rainbow Days!」（1月、OAD）
作詞・作曲・編曲 - 大隅知宇 / 歌 - 羽柴夏樹、松永智也、片倉恵一、直江剛
「アーチ」（2月）
作詞 - ENA☆ / 作曲 - 山田航平 / 編曲 - 堤博明 / 歌 - 羽柴夏樹
「I wanna be your knight」（3月）
作詞 - 澁谷文仁・堤博明 / 作曲 - 澁谷文仁 / 編曲 - 堤博明 / 歌 - 松永智也
「Catch me if you can!」（4月）
作詞・作曲・編曲 - 大隅知宇 / 歌 - 片倉恵一
「そばにいるから」（5月）
作詞・作曲・編曲 - 山口朗彦 / 歌 - 直江剛
「ハレルヤ！Shinin'Days」（6月）
作詞・作曲・編曲 - 石田寬朗 / 歌 - 羽柴夏樹、松永智也、片倉恵一、直江剛

### 各話リスト
| 話数   | 絵コンテ            | 演出              | 作画監督                            |
| ------ | ------------------- | ----------------- | ----------------------------------- |
| 第1話  | 大久保富彦          | 大薮恭平          | 舛舘俊秀                            |
| 第2話  | 大久保富彦          | 大薮恭平          | 津熊健徳                            |
| 第3話  | 大久保富彦          | 網野哲郎          | 森林栖樹                            |
| 第4話  | 大久保富彦          | 網野哲郎          | 森林栖樹                            |
| 第5話  | 大久保富彦          | 日下直義          | 野本正幸 佐々木萌                   |
| 第6話  | 大久保富彦          | 則座誠            | 飯飼一幸 関口雅浩                   |
| 第7話  | 大久保富彦          | 大薮恭平          | 舛舘俊秀                            |
| 第8話  | 大薮恭平            | 大薮恭平          | 津熊健徳 関口雅浩                   |
| 第9話  | 大薮恭平            | 網野哲郎          | 森林栖樹 佐々木萌                   |
| 第10話 | 大久保富彦          | 網野哲郎          | 飯飼一幸                            |
| 第11話 | 大薮恭平            | 日下直義          | 野本正幸 佐々木萌                   |
| 第12話 | 大久保富彦          | 則座誠            | 関口雅浩                            |
| 第13話 | 大久保富彦          | 大薮恭平          | 飯飼一幸 舛舘俊秀                   |
| 第14話 | 大薮恭平            | 大薮恭平          | 津熊健徳 飯飼一幸                   |
| 第15話 | 大薮恭平            | 又野弘道          | 山崎展義                            |
| 第16話 | 大薮恭平            | 又野弘道          | 山崎展義                            |
| 第17話 | 大石美絵            | 則座誠            | 関口雅浩                            |
| 第18話 | 大薮恭平            | 日下直義          | 野本正幸                            |
| 第19話 | 大薮恭平            | 大薮恭平          | 舛舘俊秀 飯飼一幸                   |
| 第20話 | 大薮恭平            | 大薮恭平          | 津熊健徳 飯飼一幸                   |
| 第21話 | 大薮恭平            | 又野弘道          | 山崎展義                            |
| 第22話 | 大薮恭平            | 又野弘道          | 山崎展義 浦田ひとみ 唐沢雄一        |
| 第23話 | 大薮恭平            | 則座誠            | 関口雅浩                            |
| 第24話 | 大久保富彦          | 大薮恭平          | 舛舘俊秀 飯飼一幸                   |
| OAD    | 大久保富彦 大薮恭平 | 大薮恭平 日下直義 | 飯飼一幸 津熊健徳 野本正幸 佐々木萌 |

club RAINBOW〜虹色デイズ〜
| 回数   | 内容 |
| ------ | --- |
| 第1回  | 「虹色デイズ」の舞台である札幌で、松岡禎丞がアニメに登場する風景探しに挑戦！4人の素顔が見られるスペシャルトークも必見！                                                  |
| 第2回  | 松岡がメンバーセレクトの女装に挑戦⁉︎さらに島﨑信長も合流して、ますます盛り上がる北海道ロケ！                                                                              |
| 第3回  | スタジオを飛び出し、サロンバスで謎の目的地へ移動中の4人。「虹色デイズ愛クイズ」で作品への愛を確かめるはずが問題はとんでもない方向へ⁉︎                                     |
| 第4回  | 札幌をぶらり探索中の松岡と島﨑。札幌中央卸売市場にやってきた2人は、活きのいい海の幸でオリジナル海鮮丼づくりに挑戦！                                                      |
| 第5回  | 「虹色デイズ」の出版元・集英社を訪れた江口拓也と内山昂輝は、別冊マーガレット編集部の皆さんと視聴者プレゼントをかけてゲーム対決することに⁉︎                                |
| 第6回  | 北海道に行けなかった江口と内山の2人は、ヴィンテージものを探して巣鴨をぶらり街歩き！古着屋で出会った掘り出しものを豪快にお買い上げ⁉︎                                       |
| 第7回  | サッカー好きの内山のために、テーブルサッカーをご用意！達人との激戦に江口・内山大興奮！ガムシャラ作戦の末に奇跡は起こる⁉︎                                                  |
| 第8回  | テーブルサッカーで奮闘してくれた江口・内山に、ヘリコプターでの遊覧飛行をプレゼント！高い所が苦手な内山を残し、江口がひとり空中散歩へ出発！                               |
| 第9回  | 札幌にある「白い恋人パーク」へとやってきた松岡と島﨑。ハート型のクッキーにお互いの似顔絵を描きあって、世界に一枚だけの「白い恋人」を作っちゃいます！                     |
| 第10回 | 屋形船で修学旅行気分を楽しんできた4人に、最後に待っていたのは「たこ焼きパーティ中身当てクイズ！」怪しいものが入っているのではないかと怯える江口がなぜか先陣を切ることに⁉︎ |
| 第11回 | 松岡・島﨑による札幌ロケもいよいよ最終日！帰りの飛行機まで残り20分というなか、幸せになる観覧車にまで乗っちゃって、最後の最後まで札幌を大満喫！                           |
| 第12回 | レギュラー放送最終回の今回は、4人勢ぞろいで、記念写真を見ながらの思い出トーク！北海道・東京ロケの裏話を語り尽くします！                                                  |
| 第13回 | 総集編 |

### 放送局
| 放送期間                                       | 放送時間                                                  | 放送局       | 対象地域   | 備考                              |
| ---------------------------------------------- | --------------------------------------------------------- | ------------ | ---------- | --------------------------------- |
| 2016年1月10日 - 6月26日                        | 日曜 22:00 - 22:15                                        | TOKYO MX     | 東京都     |                                   |
| 2016年1月12日 - 3月29日 2016年4月5日 - 6月28日 | 火曜 1:59 - 2:17（月曜深夜） 火曜 2:13 - 2:28（月曜深夜） | 読売テレビ   | 近畿広域圏 | 製作委員会参加 『MANPA』第1部前半 |
| 2016年1月13日 - 6月29日                        | 水曜 2:34 - 2:49（火曜深夜）                              | 札幌テレビ   | 北海道     |                                   |
|                                                | 水曜 2:42 - 2:57（火曜深夜）                              | 中京テレビ   | 中京広域圏 |                                   |
|                                                | 水曜 3:00 - 3:15（火曜深夜）                              | BS11         | 日本全域   |                                   |
| 2016年6月20日 - 7月6日                         | 月曜 - 金曜 21:00 - 21:30                                 | アニマックス | 日本全域   | 2話連続放送 リピート放送あり      |

| 放送期間                | 放送時間                     | 放送局     | 対象地域   | 備考                              |
| ----------------------- | ---------------------------- | ---------- | ---------- | --------------------------------- |
| 2016年1月10日 - 3月27日 | 日曜 22:15 - 22:27           | TOKYO MX   | 東京都     |                                   |
| 2016年1月12日 - 3月29日 | 火曜 2:18 - 2:31（月曜深夜） | 読売テレビ | 近畿広域圏 | 製作委員会参加 『MANPA』第1部後半 |
| 2016年1月13日 - 3月30日 | 水曜 3:15 - 3:30（火曜深夜） | BS11       | 日本全域   |                                   |

| 配信期間                | 配信時間                   | 配信サイト         | 備考                                           |
| ----------------------- | -------------------------- | ------------------ | ---------------------------------------------- |
| 2016年1月13日 - 6月29日 | 水曜 0:00（火曜深夜） 更新 | ニコニコチャンネル | 第1話無料、第2話以降有料                       |
|                         |                            | GYAO!ストア        | 全話有料、GYAO!で無料配信中も有料視聴可能      |
|                         | 水曜 12:00 更新            | バンダイチャンネル | 全話有料、『club RAINBOW〜虹色デイズ〜』は無し |
|                         | 水曜更新                   | dビデオ            |                                                |
|                         |                            | dアニメストア      | 複数話を1話に纏めて配信                        |
|                         |                            | バンダイチャンネル |                                                |
|                         |                            | アニメ放題         |                                                |
| 2016年1月20日 - 7月6日  | 水曜 0:00（火曜深夜） 更新 | GYAO!              | 全話1週間無料                                  |

### BD / DVD
| 巻 | 発売日        | 収録話          | 規格品番  | 規格品番  |
| 巻 | 発売日        | 収録話          | BD        | DVD       |
| -- | ------------- | --------------- | --------- | --------- |
| 1  | 2016年3月30日 | 第1話 - 第4話   | TKXA-1085 | TKXA-5325 |
| 2  | 2016年4月27日 | 第5話 - 第8話   | TKXA-1086 | TKXA-5326 |
| 3  | 2016年5月25日 | 第9話 - 第12話  | TKXA-1087 | TKXA-5327 |
| 4  | 2016年6月29日 | 第13話 - 第16話 | TKXA-1088 | TKXA-5328 |
| 5  | 2016年7月27日 | 第17話 - 第20話 | TKXA-1089 | TKXA-5329 |
| 6  | 2016年8月31日 | 第21話 - 第24話 | TKXA-1090 | TKXA-5330 |

| 巻 | 発売日       | 収録話         | 規格品番   |
| 巻 | 発売日       | 収録話         | DVD        |
| -- | ------------ | -------------- | ---------- |
| 1  | 2016年4月6日 | 第1話 - 第4話  | KDDV-00114 |
| 2  | 2016年5月4日 | 第5話 - 第8話  | KDDV-00115 |
| 3  | 2016年6月8日 | 第9話 - 第12話 | KDDV-00116 |

### Webラジオ
『虹色ラジオデイズ』のタイトルで、2016年4月13日から6月22日まで音泉にて配信された。隔週水曜日更新。パーソナリティは、松岡禎丞（羽柴夏樹 役）と江口拓也（松永智也 役）。
ゲスト
- 第2回配信（2016年4月27日）：島崎信長（片倉恵一 役）
- 第3回配信（2016年5月11日）：内山昂輝（直江剛 役）
- 第4回配信（2016年5月25日）：島﨑信長、内山昂輝 ※4月29日開催ラジオ公開録音
- 第5回配信（2016年6月8日）：浜添伸也 （真田泰蔵 役）
- 第6回配信（2016年6月22日）：島﨑信長、内山昂輝

### ゲーム
『虹色デイズ 〜虹色☆コレクション〜』のタイトルでスマートフォン向けのゲームアプリとして2016年1月23日に配信開始された。
| 読売テレビ MANPA第1部                                                 | 読売テレビ MANPA第1部                                                 | 読売テレビ MANPA第1部                                          |
| 前番組                                                                | 番組名                                                                | 次番組                                                         |
| --------------------------------------------------------------------- | --------------------------------------------------------------------- | -------------------------------------------------------------- |
| 電波教師（再放送） （第3部から移動）                                  | 虹色デイズ（25:59 - 26:14）clubRAINBOW〜虹色デイズ〜（26:14 - 26:29） | とんかつDJアゲ太郎（25:59 - 26:14）虹色デイズ（26:14 - 26:29） |
| 虹色デイズ（25:59 - 26:14）clubRAINBOW〜虹色デイズ〜（26:14 - 26:29） | とんかつDJアゲ太郎（25:59 - 26:14）虹色デイズ（26:14 - 26:29）        | 甘々と稲妻                                                     |

## 実写映画
2018年7月6日公開。監督は飯塚健で、根津理香と共に脚本も担当。日本映画史上初となる「4人ともに主演」のカルテット主演映画。キャッチコピーは「いつもの毎日に、七色のキセキが輝く」。
2018年12月5日にブルーレイ＆DVDリリース。

### キャスト
各キャラクターは「登場人物」を参照。
- なっちゃん（羽柴夏樹） -  佐野玲於（GENERATIONS from EXILE TRIBE）
- まっつん（松永智也） - 中川大志
- つよぽん（直江剛） - 高杉真宙
- 恵ちゃん（片倉恵一） - 横浜流星
- 杏奈（小早川杏奈） - 吉川愛
- まり （筒井まり） - 恒松祐里
- ゆきりん（浅井幸子） - 堀田真由
- 千葉ちゃん （千葉黎子） - 坂東希（E-girls / Flower）
- 筒井昌臣 - 山田裕貴
- 田渕先生 - 滝藤賢一

### スタッフ
- 原作 - 水野美波「虹色デイズ」（集英社マーガレットコミックス刊）
- 監督 - 飯塚健
- 脚本 - 根津理香、飯塚健
- 音楽 - 海田庄吾
- エンディング・テーマ - 降谷建志「ワンダーラスト」（ビクターエンタテインメント / MOB SQUAD）
- 挿入曲 - フジファブリック「虹」「バウムクーヘン」、阿部真央「17歳の唄」、Leola「群青」、SUPER BEAVER「your song」
- 製作総指揮 - 大角正
- エグゼクティブプロデューサー - 吉田繁暁
- プロデューサー - 石田聡子
- 撮影 - 川島周
- 照明 - 本間大海
- 美術 - 相馬直樹
- 録音 - 清水貴幸
- 整音 - 鈴木肇
- 編集 - 西潟弘記
- スクリプター - 石川愛子
- 助監督 - 杉岡知哉
- 音楽プロデューサー - 高石真美
- 宣伝プロデューサー - 櫻糀恵介
- 製作担当 - 米田伸夫
- プロダクションマネージャー - 小松次郎
- ラインプロデューサー - 山田彰久
- 制作プロダクション - 松竹撮影所
- 制作協力 - 松竹映像センター
- 企画・配給 - 松竹
- 製作 - 「虹色デイズ」製作委員会（松竹、LDH JAPAN、木下グループホールディングス、ローソン、GYAO、集英社）

### 小説・オフィシャルブック
- 集英社オレンジ文庫『虹色デイズ 映画ノベライズ』 （著者：樹島千草、原作：水野美波、脚本：根津理香・飯塚健）
  - 2018年6月21日[集 18]、ISBN 978-4-08-680199-7
- 集英社みらい文庫『虹色デイズ 映画ノベライズ みらい文庫版』（著者：はのまきみ、原作：水野美波、脚本：根津理香・飯塚健）
  - 2018年6月22日[集 19]、ISBN 978-4-08-321445-5
- 集英社ムック『映画虹色デイズ オフィシャルブック』
  - 2018年6月22日、ISBN 978-4-08-102261-8

### Blu-ray・DVD
- 初回限定豪華版 Blu-ray / DVD（2018年12月5日、SHBR-0515 / DASH-0017）
  - 初回特典：特製アウターケース、プレス再構成版
  - 特典DVD ディスク1：佐野玲於/中川大志/高杉真宙/横浜流星ｘ飯塚健監督 スペシャルリレービジュアルコメンタリー
  - 特典DVD ディスク2：メイキング、未公開映像集、イベント映像集、トレーラー集

- 通常版 Blu-ray / DVD（2018年12月5日、SHBR-0516 / DASH-0018）

### イベント
- 2018年5月30日 
  - 完成披露試写会（丸の内ピカデリー）- 佐野玲於、中川大志、高杉真宙、横浜流星、吉川愛、坂東希、山田裕貴、恒松祐里、堀田真由、飯塚監督[32][33]
- 2018年6月11日 
  - 公開記念スペシャルトークショー（福岡天神コア 屋上芝生広場）- 佐野玲於、横浜流星[34]
  - 福岡舞台挨拶（ユナイテッドシネマ キャナルシティ13）- 佐野玲於、横浜流星
- 2018年6月19日 ※地震で中止
  - 公開記念イベント（あべのキューズモール3Fスカイコート）- 佐野玲於、高杉真宙、横浜流星
  - 大阪舞台挨拶（なんばパークスシネマ）- 佐野玲於、高杉真宙、横浜流星
- 2018年6月25日
  - 公開直前イベント（宝仙学園中学高等学校）- 佐野玲於、中川大志、高杉真宙、横浜流星[35]
- 2018年7月7日
  - 公開記念舞台挨拶（丸の内ピカデリー・全国劇場でライブビューイング実施）- 佐野玲於、中川大志、高杉真宙、横浜流星、吉川愛、恒松祐里、堀田真由、飯塚監督[36][37]
  - 公開記念舞台挨拶（109シネマズ二子玉川／横浜ブルク13）- 中川大志、高杉真宙、横浜流星、飯塚監督
- 2018年7月8日
  - 公開記念舞台挨拶（ユナイテッドシネマ アクアシティお台場／MOVIX亀有）- 佐野玲於、中川大志、高杉真宙、横浜流星、飯塚監督
  - 公開記念舞台挨拶（MOVIXさいたま）- 佐野玲於、中川大志、高杉真宙、横浜流星、堀田真由、飯塚監督
- 2018年7月16日
  - 大阪舞台挨拶（大阪ステーションシティシネマ／なんぱパークスシネマ）- 佐野玲於、中川大志、高杉真宙、横浜流星
  - 虹の日記念舞台挨拶（丸の内ピカデリー・全国劇場でライブビューイング実施）- 佐野玲於、中川大志、高杉真宙、横浜流星、飯塚監督[38]

- トークイベント付き限定上映
  - 2018年7月13日 新宿ピカデリー - 高杉真宙×飯塚監督[39]
  - 2018年7月24日 新宿ピカデリー - 中川大志×飯塚監督[40]
  - 2018年7月27日 新宿ピカデリー - 横浜流星×飯塚監督[41][42]
  - 2018年7月30日 丸の内ピカデリー - 佐野玲於×飯塚監督[43]
  - 2018年8月16日 新宿ピカデリー - 恒松祐里、山田裕貴、飯塚監督[44]
- 2018年12月9日
  - ブルーレイ&DVD発売記念 スペシャルトークイベント - 横浜流星×飯塚監督[45]

## その他
虹色デイズ×オオカミ少女と黒王子
『別冊マーガレット』2013年8月号別冊付録において、『オオカミ少女と黒王子』とのコラボレーション漫画が掲載された。なお、単行本には収録されていない。
虹色デイズ×日々蝶々
単行本5巻には『マーガレット』にて連載されている『日々蝶々』とのコラボ漫画とコラボイラストが、単行本6巻にはコラボイラストがそれぞれ収録されている。

## 関連人物
- 高須賀由枝 - 単行本9巻の発売にあたり、コメントとイラストを寄稿している[48]。